# نخستین نبرد دهانه رود کیزو
نخستین نبرد دهانه رود کیزو (به ژاپنی: 第一次木津川口の戦い)، نخستین نبرد کیزوگاواگوچی در ۷ اوت ۱۵۷۶ رخ داده و بخشی از لشکرکشی‌های اودا نوبوناگا به منظور تحکیم قدرت خود و در تلاش برای متحد کردن ژاپن در اواخر قرن ۱۶ بود.
در بهار سال ۱۵۷۷ کننیو رهبر معبد هونگان و آشیکاگا یوشی‌آکی که به پناهندگی خاندان موری درآمده بود و از طرف این خاندان حمایت می‌شد، لشکری فراهم کردند. نوبوناگا به ژنرال ارشد خود آکچی میتسوهیده دستور داد تا معبد ایشی‌یاما هونگان را از سه طرف محاصره کند. با این حال این معبد از طرف (امروزه چوئو، اوساکا و نانیوا، اوساکا) به دریا راه داشت و اسلحه و نیازهای معبد از این طریق تأمین می‌شد. سپاه نوبوناگا به قصد مسدود کردن این راه دریایی حمله‌ای انجام داد که نیروهای معبد با سپاهی در حدود ۱۰٬۰۰۰ نفر این حمله را دفع کردند و توانستند نیروهای نوبوناگا را محاصره کرده و قلعه آنان را محاصره کنند. هارادا نائوماسا نیز فرمانده نیروهای نوبوناگا بود، در این حمله کشته شد. آکچی میتسوهیده از اودا نوبوناگا تقاضای نیروی کمکی کرد.
نوبوناگا پس از شنیدن خبر این شکست از تمام مناطق تقاضای ارسال سرباز کمکی کرد اما موفق نشد بزودی و با سرعت سپاه لازم را جمع‌آوری کند. با این حال نوبوناگا تنها با ۳۰۰۰ نفر در نبرد تننوجی (۱۵۷۶) توانست نیروهای خود را محاصره قلعه تننوجی در حالی که ۱۵۰۰۰ هزار نفر از نیروهای کننیو اطراف قلعه بودند، بیرون بیاورد. نیروهای کننیو پس از این شکست عقب نشستند و به معبد بازگشتند. سپس نوبوناگا به ساکوما نوبوموری دستور داد که معبد ایشی یاما هونگان را از هر چهار طرف محاصره کند. معبد که از نظر اقتصادی در مضیقه بود از خاندان موری تقاضای کمک کرد. موری تروموتو به این تقاضا پاسخ مثبت داده و در روز پانزدهم از ماه هفتم ۱۵۷۶ بین ۶۰۰–۸۰۰ کشتی سپاه دریایی خاندان موری که حامل سلاح و مهمات بودند در اوساکا پدیدار شدند. نوبوناگا به سرعت دست به عمل زد و در حدود ۳۰۰ کشتی نیروی دریایی کوکی دهانه رود کیزو در اوساکا را مسدود کردند. نیروی دریایی موری که از نظر تعداد بر نیروی دریایی نوبوناگا برتری داشتند با بوروکوهیا (پرتاب مواد آتش‌زا) به کشتی‌های نوبوناگا حمله کرده و آن‌ها را به آتش کشیدند. بدین ترتیب اولین نبرد از نبردهای کیزوگاواگوچی با شکست نوبوناگا خاتمه یافت و خاندان موری موفق شد اسلحه و مواد مورد نیاز معبد را از راه دریا تأمین کند. نوبوناگا نیز چاره ای جز ادامه محاصره از سه طرف که به خشکی محدود می‌شد در خود نیافت.